# Sisobahili Tabaloho
Sisobahili Tabaloho is een bestuurslaag in het regentschap Gunungsitoli van de provincie Noord-Sumatra, Indonesië. Sisobahili Tabaloho telt 1990 inwoners (volkstelling 2010).